# 가네다 노부토시
가네다 노부토시(일본어: 金田 喜稔, 1958년 2월 16일 ~ )는 일본의 전직 축구 선수로 현역 시절 포지션은 공격수였다.

## 클럽 경력
1958년 2월 16일 일본 히로시마현 후추정 출생으로 히로시마 공업고등학교, 주오 대학을 거쳐 1980년 닛산 자동차에 입단하며 프로에 정식 입문했다. 이후 1991년 은퇴할 때까지 한팀에서만 활동하는 동안 프로 통산 157경기 21골을 기록하며 일본 사커 리그 2회 우승 및 3회 준우승, JSL컵 3회 우승 및 3회 준우승, 일왕배 4회 우승 및 1회 준우승에 일조했으며 1983년에는 일본 사커 리그 베스트 11에 선정되는 영예를 안았다.

## 국가대표팀 경력
주오 대학에 재학 중이던 1977년 대한민국과의 친선 경기에서 국제 A매치 데뷔전을 치렀고 이 경기에서 A매치 데뷔골을 신고하며 일본 국가대표팀 역사상 최연소 A매치 득점 기록을 경신했다. 이후 2번의 아시안 게임(1978년, 1982년)에 출전하여 이 중 1982년 대회에서 팀의 8강 진출에 일조했으나 8강에서 이라크에 0-1로 패하며 메달권에서 멀어졌으며 1984년 A매치 통산 58경기 6골의 기록을 남기고 국가대표팀 유니폼을 반납했다.

## 통계
| 일본 | 일본 | 일본 |
| 연도 | 출전 | 득점 |
| ---- | ---- | ---- |
| 1977 | 1    | 1    |
| 1978 | 14   | 0    |
| 1979 | 3    | 0    |
| 1980 | 12   | 2    |
| 1981 | 6    | 0    |
| 1982 | 8    | 0    |
| 1983 | 8    | 2    |
| 1984 | 6    | 1    |
| 통산 | 58   | 6    |